# Jean-Marc Noël Aveline
Jean-Marc Noël Aveline (Sidi Bel Abbès, 26 de dezembro de 1958) é um cardeal francês da Igreja Católica, arcebispo de Marselha.

## Estudos
Jean-Marc Aveline estudou em Marselha, em particular no Lycée Victor-Hugo, onde preparou o Baccalauréat que obteve em 1975. Concluiu então dois anos de aulas preparatórias para as grandes écoles no Lycée Thiers  antes de finalmente ingressar no seminário inter-diocesano  de Avignon em 1977, onde permaneceu até 1979. Então juntou-se ao seminário carmelita em Paris para realizar o ciclo teológico no Instituto Católico de Paris enquanto prossegue estudos em filosofia na Sorbonne.
Jean-Marie Aveline obteve um diploma em grego e hebraico bíblico em 1981, e  um bacharelado em teologia no ano seguinte.

## Ministérios
Ele foi ordenado diácono em 12 de novembro de 1983 pelo cardeal-arcebispo Roger Etchegaray e foi ordenado sacerdote em 3 de novembro de 1984 pelo bispo Louis Jean Dufaux. Continuou seus estudos para obter um diploma duplo em teologia e filosofia em 1985 e, em seguida, em 1986, um mestrado em teologia. Em 2000, obteve o doutorado em teologia com a defesa de uma tese intitulada Pour une theologie christologique des religions, Tillich em debate com Troettsch.
Após a obtenção do grau de mestre, trabalhou em vários ministérios, principalmente na área da formação. Foi professor de Teologia dogmática e diretor de estudos no seminário interdiocesano de Marselha de 1986 a 1991, responsável pelo serviço vocacional diocesano e delegado diocesano para seminaristas de 1991 a 1996.
Em 1992 fundou o Instituto de Ciência e Teologia das Religiões (ISTR) em Marselha, do qual foi responsável até 2002. A partir de 1995, foi diretor do Institut Saint-Jean, que em 1998 se tornou o Instituto Católico Mediterrâneo, pólo associado à Universidade Católica de Lyon, onde também lecionou de 1998 a 2007.
Em 1996 foi nomeado Vigário Episcopal para a Formação Permanente e a Investigação Universitária e em 2007 Vigário Geral da Arquidiocese de Marselha.
Desde 2008 até 2012, foi também consultor do Pontifício Conselho para o Diálogo Inter-Religioso.

## Episcopado
Em 19 de dezembro de 2013, foi nomeado, pelo Papa Francisco, bispo titular de Simidicca e bispo auxiliar de Marselha. Jean-Marie Aveline recebeu a ordenação episcopal em 26 de janeiro de 2014 na Catedral de Santa Maria Maior, em Marselha, pelas mãos de Georges Paul Pontier, arcebispo de Marselha, assistido pelos cardeais Bernard Panafieu e Roger Etchegaray, ambos arcebispos eméritos de Marselha.
A 8 de agosto de 2019, foi nomeado arcebispo metropolitano de Marselha pelo Papa Francisco e fez a sua entrada solene na arquidiocese em 15 de setembro.
Em 5 de abril de 2020, durante o confinamento imposto para travar a propagação do coronavírus na França, Aveline renovou a consagração da diocese de Marselha no Sagrado Coração de Jesus, para marcar o 300 º aniversário do fim da praga 1720, durante o qual a diocese fora consagrada ao Sagrado Coração de Jesus pela primeira vez.
Durante o Regina Caeli de 29 de maio de 2022, o Papa Francisco anunciou a criação de Aveline como cardeal, no Consistório realizado em 27 de agosto. Recebeu o anel cardinalício, o barrete vermelho e o título de cardeal-presbítero de Santa Maria no Monte.